# Паніні
Па́ніні (санскр. पाणिनि, Pāṇini; бл. V ст. до н. е.) — давньоіндійський мовознавець, представник північної школи в давньоіндійському мовознавстві, один з предтеч сучасної структурної лінгвістики, генеративної граматики, семіотики та логіки.
Паніні жив у державі Гандхара на півночі Індії. Навчався в місті Таксіла, відомому багатими традиціями мовознавства. Він склав першу в історії Індії нормативну граматику санскриту, «Аштадх'яї» («Восьмикнижжя») — коротко сформулювані 3959 сутр (правил), що достатньо описують фонетику, морфологію та синтаксис мови. При цьому Паніні використовував такі поняття, як фонема, морфема, корінь, суфікс, частини мови.
Датування життя вченого дуже приблизне. Він народився після VII ст. до н. е. і помер до III ст. н. е. Нічого невідомо про життя Паніні. Єдине, що вчені припускають з найбільшою ймовірністю, — це те, що великий мовознавець не знав грамоту.
У сучасному мовознавстві існує особлива область знань — панінізнавство.

## Видання
- Renou L., La grammaire de Panini, fasc. 1-3, P., 1948-54; Ashtadhyai of Panini, v. 1-2, Delhi, 1962, и др.
- «Particulae quaedam doctrinae de significatu formarum grammat. auctore Paninio» (Б., 1858); Kielhorn,
- англ. переводы грамматики Панини — Vasu (Аллахабад, 1891 г.)
- W. Goonetlilleke (т. 1. ч. I, Бомбей, 1892).